# رهاب الإسلام في الإعلام
رهاب الإسلام في وسائل الإعلام أو الخوف من الإسلام في وسائل الإعلام (بالإنجليزية: Islamophobia in the media)‏ يشير إلى ميل وسائل الإعلام إلى تغطية المسلمين أو الموضوعات المتعلقة بالإسلام في ضوء سلبي وتعرَّف الإسلاموفوبيا على أنها كراهية شديدة أو خوف من الإسلام، أو عداء أو تحيز تجاه المسلمين.

## السياق التاريخي
يشير بعض الباحثين إلى الثورة الإيرانية عام 1979 كنقطة انطلاق للإسلاموفوبيا في الولايات المتحدة. قد يكون ذلك بسبب تنامي تأثير الإسلام السياسي في الفترة نفسها. في كتابه «الشرق الأوسط الحديث»، يشير المؤلف مهران كامرافا إلى أن «ارتفاع شعبية وانتشار الإسلام السياسي يمكن أن يعزى إلى الثمانينيات وحتى قبل ذلك، عندما بدأ اتجاه عام في تسييس الإسلام يجتاح الشرق الأوسط. بعد» النصر«العربي في حرب 1973 ونجاح الثورة الإيرانية». ويجد آخرون أن الخوف من الإسلام موجود في الولايات المتحدة في وقت أبكر ويقولون إن الأمريكيين يستخدمون الخوف من الإسلام كمفهوم موحد في تعريف أمريكا. ويعتقد البعض أيضًا أن ظاهرة الخوف من الإسلام هي آلية دفاعية نفسية تنتشر عبر وسائل الإعلام كالفيروس. وبغض النظر عن ذلك، فقد تضاعفت الصور الإعلامية السلبية للمسلمين في الثمانينيات والتسعينيات من خلال عمل التقارير الإسلام والمسلمين اعتمادا على فكرة صامويل هنتنجتون عام 1993 حول «صراع الحضارات». وقد كانت وسائل الإعلام الأمريكية «على استعداد تام لتتبناها بعد سقوط الشيوعية في أواخر التسعينيات».

## الإسلاموفوبيا في الإعلام

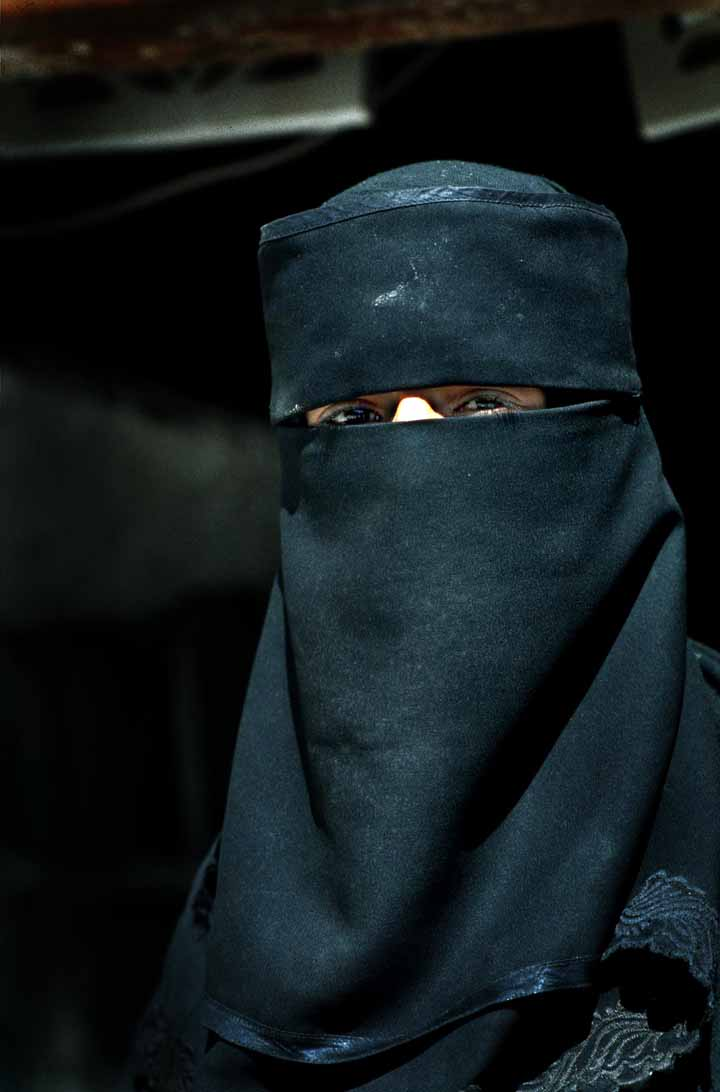
صورة نمطية شائعة يتم تعميمها على المرأة المسلمة في الغرب.

ووفقاً لما ذكره ناثان لين، رئيس تحرير «أصلان ميديا» وباحث في جامعة جورجتاون، قال أنه يلعب الإعلام دوراً رئيسياً في الترويج للإسلاموفوبيا في جميع أنحاء العالم. ووفقًا لما ذكرته إليزابيث بول في موسوعة الدراسات العرقية والإثنية، فقد تعرضت وسائل الإعلام لانتقادات لارتكاب الإسلاموفوبيا. وهي تستشهد بدراسة حالة تتناول عينة من المقالات في الصحافة البريطانية بين عامي 1994 و2004، والتي خلصت إلى أن وجهات نظر المسلمين ممثلة تمثيلاً ناقصاً وأن القضايا التي تتعلق بالمسلمين عادة ما تصورهم في ضوء سلبي. مثل هذه التصورات، حسب ما قالت إليزابيث بول، تتضمن تصوير الإسلام والمسلمين كتهديد لأمن وقيم الغرب يكتب كل من «بين» و«جواد» أن وجود العداء للإسلام والمسلمين «مرتبطان ارتباطًا وثيقًا بالتصوير الإعلامي للإسلام على أنه بربري وغير عقلاني وبدائي ومتحيز».
كانت هناك حالات مختلفة في وسائل الإعلام حول كيفية تحريف المجتمع المسلم في كثير من الأحيان إلى المجتمع، في الغالب بطريقة تركز بشكل كبير على الإرهاب، ويرسم الإسلام بفرشاة واسعة للغاية وهذا شيء يُنظر إليه في مجلتين رئيسيتين هما مجلتا «نيوزويك» و «تايم» اللتان تناولتا العلاقات بين الولايات المتحدة وأفغانستان على مدى العقد الماضي. وزع هذان المنشوران عشرون مقالة رائدة تصور حوالي 57٪ من التغطية السلبية فيما يتعلق بالأحداث الجارية في أفغانستان، بينما كان حوالي 6٪ فقط من المعلومات إيجابية وغالباً ما يتكون هذا المحتوى السلبي من ذكر مفرط للقاعدة وطالبان وسوء معاملة النساء وتجنيد الإرهابيين، إلخ. ويستشهد الباحثون البريطانيون إيغوروفا وتيودور بالباحثين الأوروبيين لاقتراح أن التعبيرات المستخدمة في وسائل الإعلام مثل «الإرهاب الإسلامي» و«القنابل الإسلامية» و«الإسلام العنيف» بينما لا تستخدم نفس المصطلحات المتعلقة بغير المسلمين قد أسفرت عن رؤية سلبية للإسلام.
كانت هناك أيضا أمثلة في صناعة السينما التي غالبا ما يرتبط بها المسلمون بالإرهاب، كما هو الحال في فيلم «الحصار» عام 1998. وقد ذكر بعض منتقدي هذا الفيلم أن الطريقة التي يصور بها الإسلام في هذا الفيلم لا تزيد عن الصورة النمطية التي تربط بين بالمسلمين والإرهاب والوحشية.
وفقًا لكتاب «هوليوود ورهاب الإسلام» (مؤلف: مجموعة من الباحثين): الإسلاموفوبيا هو نهج سياسي وإعلامي يهدف الغرب إلى اكتساب المزيد من القوة على العالم من خلال تقديم صورة سلبية للإسلام بسمات مثل: العنف، والإرهاب، والتخلف، وغير المتحضر، والمناهض لحقوق الإنسان، والاستبدادي، والقاتل، والخطير على المجتمع. عالم وغير عقلاني. وهذا النهج السياسي الإعلامي يوفر المناخ النفسي لمناهضة الإسلاميين. الإسلاموفوبيا هي في الواقع كلمة جديدة تشير إلى التمييز أو التحيز ضد الإسلام والمسلمين.

### الولايات المتحدة

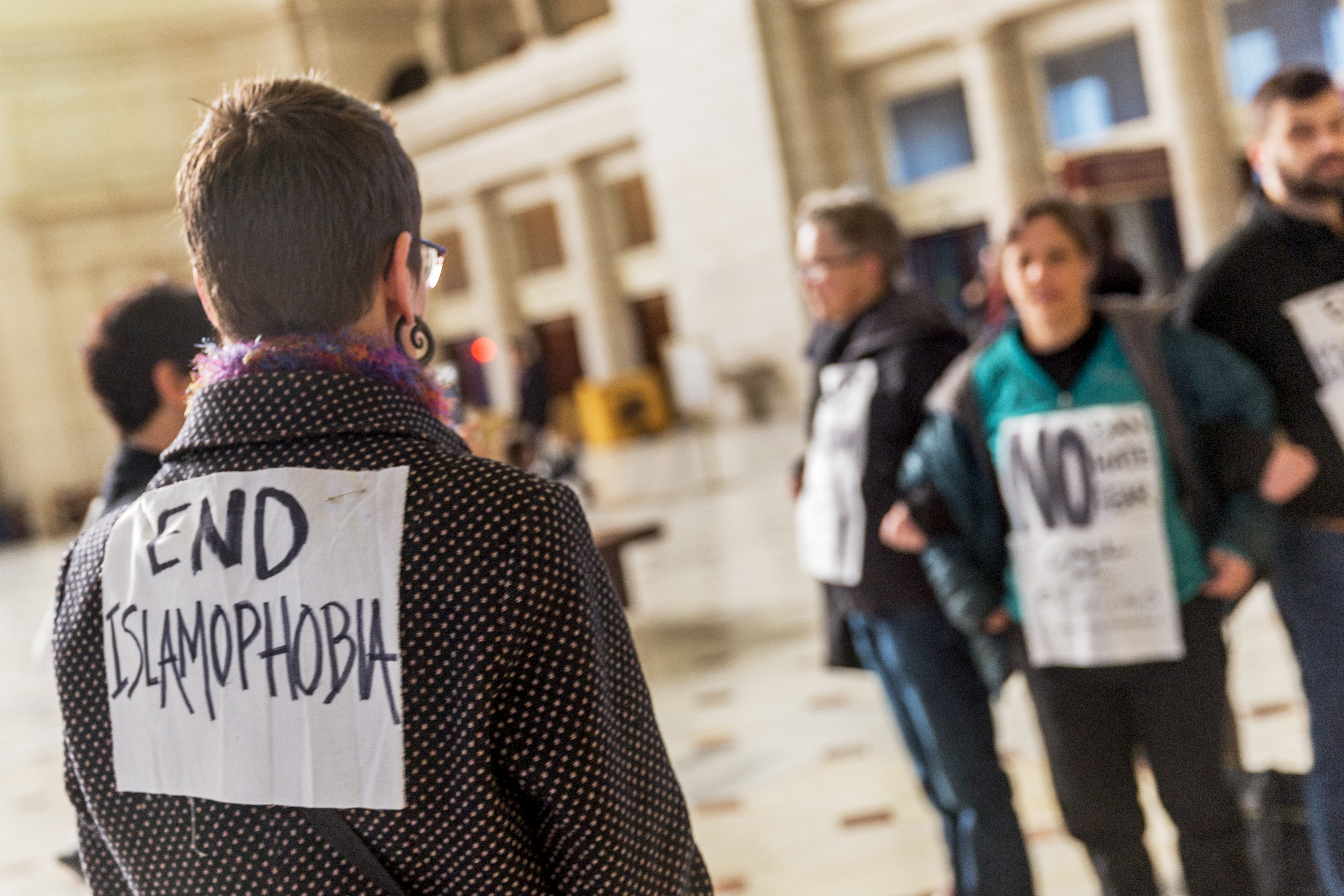
احتجاج صامت ضد الإسلاموفوبيا في واشنطن.

في عام 2011، نشر مركز التقدم الأمريكي (بالإنجليزية: Center for American Progress)‏ تقريرا، وكان الهدف من التقرير هو "فضح المنظمات والعلماء والمثقفين والنشطاء الذين يشكلون شبكة مكرسة لنشر المعلومات المضللة والدعاية عن المسلمين الأمريكيين والإسلام.
وجد التقرير أن سبع مؤسسات خيرية أنفقت 42.6 مليون دولار بين عامي 2001 و2009 لدعم انتشار الخطاب المعادي للمسلمين. تم تكثيف جهود مجموعة صغيرة من الممولين وخبراء التضليل من قبل اليمين الديني، ووسائل الإعلام المحافظة، والمنظمات الشعبية، والسياسيين الذين سعوا لإدخال منظور هامشي على المسلمين الأمريكيين في الخطاب العام.
كشف استطلاع أجراه معهد غالوب في عام 2010 أن حوالي 43٪ من الأمريكيين أفادوا بأنهم يشعرون بوجود نوع من التحيز ضد المسلمين، في حين أن المجموعة الدينية نفسها (الإسلام) تشكل واحدة من أصغر المجموعات السكانية في البلاد بأكملها. يشير هذا إلى أن الأفراد قد طوروا آراء قوية حول هذه المجموعة من الأشخاص بناءً على ما عرضته وسائل الإعلام بشدة، والذي غالباً ما يظهر أنه معلومات سلبية.
قدر تقرير صادر عن جامعة كاليفورنيا بيركلي ومجلس العلاقات الأمريكية الإسلامية أنه تم تمويل 206 مليون دولار إلى 33 مجموعة كان غرضها الأساسي هو «تشجيع التحيز ضد الإسلام أو المسلمين أو الكراهية لهم» في الولايات المتحدة في الفترة ما بين 2008 و2013، مع ما 74 مجموعة تساهم في رهاب الإسلام في الولايات المتحدة خلال تلك الفترة. تمت الإشارة إلى هذا باسم «صناعة رهاب الإسلام» من قبل الباحثين ناثان لين وجون إسبوزيتو.

#### فوكس نيوز
في عام 2014، قال ماكس فيشر محرر فوكس ميديا أن فوكس نيوز هي فقط جزء صغير من الإسلاموفوبيا في وسائل الإعلام الأمريكية.
اضطرت فوكس نيوز أن تتراجع عن ادعاءات كاذبة عن المسلمين. في عام 2009، أصدر الدكتور فريد فولتي تحليلاً لفوكس نيوز سعى لاستكشاف ممارسات وسائل الإعلام من خلال منظور مفهوم إدوارد سعيد عن الاستشراق، وهي الصورة التي تجعل الغرب العقلاني في خلافات ثابتة لا يمكن حلها مع الشرق المتخلف وغير العقلاني. يؤكد فولتلي في دراسته أن «الخطاب الذي تخلقه فوكس مع جمهورها يساعد على وضع أساس للتعليقات المستقطبة ولإضفاء الشرعية على الدعم لحرب غير محدودة على المجهول». كجزء من تحقيقاته، حلل Vultee محتويات موقع فوكس نيوز من 2007 إلى 2009 وفقًا لأبحاثه:
من المرجح أن تقدم أي زيارة إلى الموقع الإلكتروني لقناة فوكس نيوز على الإنترنت قطعة أخرى من الأحجية الشريرة: التهديد الذي يلوح في الأفق بسبب الإسلام على كل ما يعتز به الغرب. هناك تهديد مسلح، بالطبع، في أفغانستان والعراق وربما حتى بالقرب من مركز التسوق. ولكن هناك أيضًا خطرًا ثقافيًا يهدد أوروبا بأكملها، ويطارد المقاهي والفصول الدراسية، مما يهدد الأطفال وأنظمة الرعاية الصحية الكاملة بمطالبها غير القابلة للاختزال، وحتى في الوقت الذي يراقب فيه الغرب، فقد «تَجَاوَزَنَا» الإسلام كأكبر دين في العالم.
أخبار فوكس لا تخلق بالضرورة أجزاء هذا اللغز. وتأتي بالكثير من محتواها وتغطيتها من وكالة أسوشيتد برس أو تنسبه إلى واحدة من الصحف التي تنتمي إلى الذراع البريطاني لشركة نيوز كوربوريشن وصنداي تايمز التابعة لروبرت مردوخ، يقول فريد أن «ما تفعله فوكس هو العمل كمصمم، مركز لعرض التطورات التي لا علاقة لها والتي غالباً ما تكون غير مهمة، والتي، عندما تصبح مجتمعة، تخلق حوارًا إيديولوجيًا واضحًا مع جمهورها حول كيفية التعامل مع العالم الإسلامي وتفسيره».
في عدد فبراير 2014 من جريدة التواصل الدولية (بالإنجليزية: International Journal of Communication)‏، نشرت الدكتورة كريستين أوغان وزملاؤها مقالا بعنوان «صعود التحيز ضد المسلمين» (الإعلام والإسلاموفوبيا في أوروبا والولايات المتحدة).
في تحليلهم لبيانات الاقتراع المختلفة، لاحظ الباحثون: إن الأدلة التجريبية على مثل هذا الترابط المحتمل بين التغطية الإعلامية والمشاعر الكامنة ضد المسلمين تتصاعد. إحدى الدراسات التي حللت مشاعر المشاهدين المعادية للمسلمين في قناة فوكس نيوز، على سبيل المثال، ذكرت أن 60٪ من الجمهوريين الذين يثقون أكثر في قناة فوكس نيوز يعتقدون أيضًا أن المسلمين كانوا يحاولون تأسيس قانون الشريعة في الولايات المتحدة. وكما ذكرنا في وقت سابق، فإن أولئك الذين يثقون في أخبار فوكس يميلون إلى الاعتقاد بأن القيم الإسلامية لا تتوافق مع القيم الأمريكية (68٪). هذه النسبة أقل بكثير عند أولئك الذين يثقون أكثر بسي إن إن أو التلفزيون أو وسائل الإعلام العامة. (37٪)
ادعى الباحثون كذلك أن: التغطية الإعلامية للمسلمين والإسلام من المرجح أن تشكل آراء من لديهم اتصال محدود أو لا اتصال على الإطلاق بهذا الدين وشعبه، فمن المهم تحليل الارتباطات المحتملة لهذه التصورات الإعلامية مع مواقف الناس حول الإسلام بشكل عام والمسلمين بشكل خاص.

### أوروبا

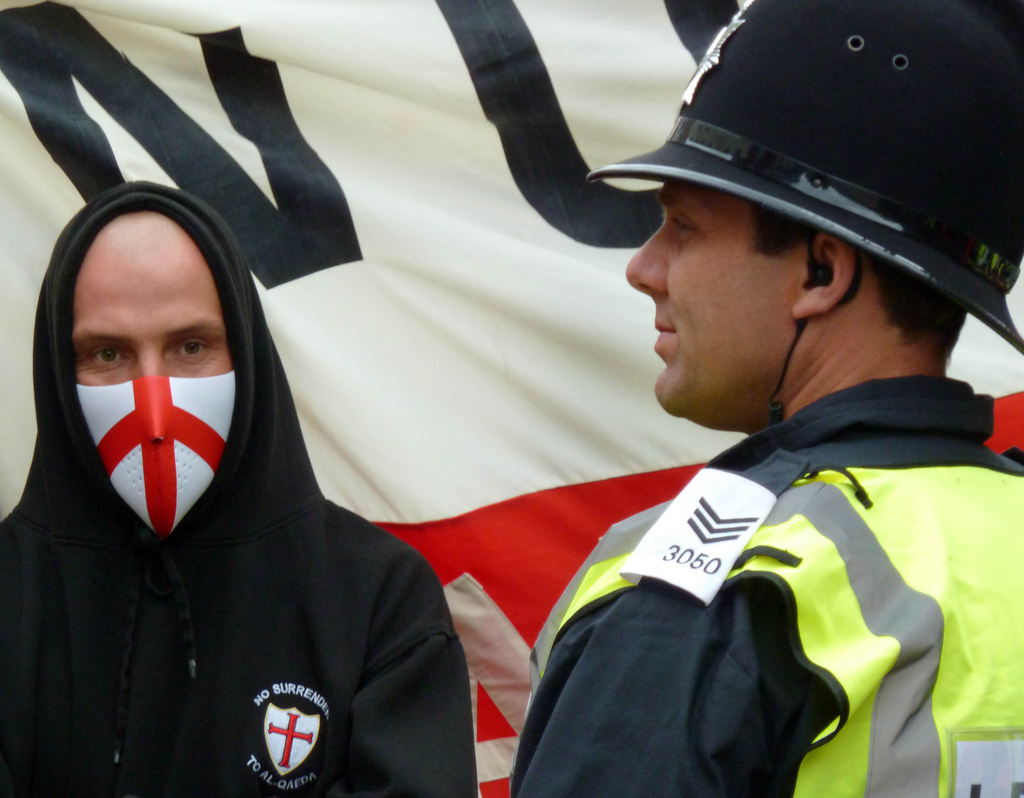
رابطة الدفاع الإنجليزية تنظم مظاهرات ضد الإسلاموية، ولكن ينتقدها الأغلبية بأنها تستهدف المسلمين بشكل عام.

تشير دراسة أجريت عام 2012 إلى أن المسلمين في مختلف البلدان الأوروبية، مثل فرنسا وألمانيا والمملكة المتحدة، يعانون من أعلى درجة من الخوف من الإسلام في وسائل الإعلام.

### بريطانيا (المملكة المتحدة)
في عام 2008، بيتر Oborne من ذي إندبندنت كتب أن الصحف البريطانية مثل ذا صن تميل إلى تسليط الضوء على الجرائم المرتكبة من قبل المسلمين بصورة لا مبرر لها وعلى نحو غير متناسب. في عام 2013، قال المؤرخ البريطاني المسلم همايون الأنصاري أن السياسيين ووسائل الإعلام لا يزالون يعملون على «تأجيج الإسلاموفوبيا».
انتقد أحد كتب جون ريتشاردسون سنة 2004 وسائل الإعلام البريطانية عن نشر السلبية النمطية عن المسلمين وتأجيج التحيز ضد المسلمين. وفي دراسة أخرى أجراها جون ريتشاردسون، وجد أن 85% من مقالات الصحف تعامل المسلمين ككتلة واحدة متجانسة وتصورهم باعتبارهم خطرا على المجتمع البريطاني.

## مواقع التواصل الإجتماعي
وفقًا «للشبكة الاجتماعية للكراهية: داخل حوائط فيسبوك لرهاب الإسلام»، من قبل الأكاديمي البريطاني عمران أوان، مر أوان نفسه على 100 صفحة مختلفة على الفيس بوك ووجد 494 مشاركة وتعليقات كانت توجه مباشرة كلمات بغيضة تجاه المسلمين. هذه المنشورات والتعليقات كانت تتألف من الافتراءات العرقية والتعليقات السلبية تجاه الدين الإسلامي.

## عدم وجود تمثيل
لاحظ البعض أن القليل من المسلمين يتم تمثيلهم في وسائل الإعلام عند مناقشة السياسات التي تؤثر على المسلمين بشكل مباشر. في عام 2017، قام صحفيون في Media Matters بتجميع قائمة بالضيوف المدعوين في ثلاثة برامج إخبارية أمريكية (CNN، وFox News، وMSNBC) في الأسبوع الممتد من 30 يناير إلى 5 فبراير لمناقشة الأمر التنفيذي المثير للجدل الذي أصدره الرئيس ترامب (13769)، والذي يحظر الهجرة من سبع دول ذات غالبية مسلمة. ووجدوا أنه من بين 176 ضيفًا تمت دعوتهم لمناقشة القضية، كان أقل من 8٪ من المسلمين. في عام 2014، لاحظ نشطاء فلسطينيون نمطا مماثلا مع النقص في تمثيل الضيوف الفلسطينيين في الأخبار الكبلية خلال نزاع عام 2014 بين إسرائيل وغزة.
وجد استطلاع للرأي أجرته جامعة سيتي لندن في ديسمبر 2015، أن هناك نقصا في تمثيل المسلمين في هذا المجال في المملكة المتحدة. فقط 0.4 ٪ من الصحفيين البريطانيين تم تحديدهم كمسلمين أو هندوس، 31.6 ٪ كانوا مسيحيين، و 61.1 ٪ ليس لديهم دين.

## تغطية غير متناسبة
في عام 2009، انتقد مهدي حسن في صحيفة نيو ستيتسمان وسائل الإعلام الغربية للإفراط في الإبلاغ عن عدد قليل من الحوادث الإرهابية الإسلامية، لكن دون الإبلاغ عن عدد أكبر بكثير من الهجمات الإرهابية غير الإسلامية المخطط لها والتي يقوم بها «أشخاص من البيض غير الأيرلنديين».
استنتجت دراسة أجراها الطلاب في جامعة ولاية جورجيا في عام 2017 إلى أن «جرائم القتل وإلقاء القبض، والهجمات من قبل الجناة المسلمين، في المتوسط، تلقت تغطية أكثر بنسبة 449٪ من الهجمات الأخرى».
أجرت جامعتا جورجيا وألاباما في الولايات المتحدة دراسة تقارن التغطية الإعلامية لـ «الهجمات الإرهابية» التي يرتكبها متشددون إسلاميون بتغطية غير المسلمين في الولايات المتحدة. وجد الباحثون أن «الهجمات الإرهابية» التي ينفذها متشددون إسلاميون تحظى باهتمام إعلامي أكبر بنسبة 357٪ من الهجمات التي يرتكبها غير المسلمين أو البيض. تلقت الهجمات الإرهابية التي يرتكبها غير المسلمين (أو التي لم يكن الدين معروفًا فيها) ما معدله 15 عنوانًا، بينما تلقت الهجمات التي يرتكبها المتطرفون المسلمون 105 عناوين. استندت الدراسة إلى تحليل التقارير الإخبارية التي تغطي الهجمات الإرهابية في الولايات المتحدة بين عامي 2005 و 2015.

## الشخصيات الإعلامية
يربط بعض الشخصيات الإعلامية بوجهات نظر رهاب الإسلام.
وصف النعي في صحيفة «الغارديان» للصحافية الإيطالية أوريانا فالاتشي بأنها «سيئة السمعة بخصوص رهابها من الإسلام».[بحاجة لمصدر]

## رهاب العرب (Arabophobia)
بعد أحداث 11 سبتمبر، بتنسيق من تنظيم القاعدة الإسلامي الإرهابي، كان اهتمام وسائل الإعلام بالإسلام والمجتمع الإسلامي كبيرا، لكنه تم اعتباره مثيرا للكثير من المشاكل. في غضون دقائق من تحطم الطائرات في البرجين التوأمين في نيويورك، أصبح «المسلمون» و «الإرهاب» لا ينفصلان. شعر العديد من الباحثين بأن أحداث 11 سبتمبر قد أبرزت نبرة واضحة من «الهستيريا»، والتقارير المحمومة، وانحدارًا عامًا في المعايير الصحفية فيما يتعلق بالمناقشات حول الإسلام والمسلمين.
أصبح الخوف من المسلمين أكثر حدة منذ تفجير 9-11 في مدينة نيويورك. تصوّر وسائل الإعلام الإسلام كجنس من الأشخاص المرتبطين مباشرة بالعنف. في المناقشات العامة وفي وسائل الإعلام، يصور المسلمون في الغالب ككتلة متجانسة، مجموعة مغلقة وموحدة من الناس الذين يختلفون كليًا عن «الغرب» المغلق والذي هو مسيحي، علماني، ليبرالي، وديمقراطي. إن وصف المسلمين والعالم الغربي كقطبين متناقضين يؤدي إلى فهم مزدوج للعلاقات، متجاهلاً العديد من الفروق والاستثناءات الدقيقة. إن ما يسمى بخطر العرب قد تم نشره في جميع الأنحاء من قبل وسائل الإعلام إلى حد أن الكثير من الغربيين الآن يرون المسلمين فقط في سياق شخص هو عدو للنظام العالمي الديمقراطي والتحديث.

### إحصائيات Arabophobia
عندما يتم مناقشة المسلمين والإسلام أو العرب على وسائل الإعلام، فإنه غالباً ما يتعلق «بالحرب على الإرهاب».
| Special Report |
| -------------- |

| Late Edition |
| ------------ |

## استجابة
تعمل بعض وسائل الإعلام بشكل صريح ضد كراهية الإسلام، وأحيانًا تتهم الحكومة بالتآمر. في عام 2008، نشرت «الإنصاف والدقة في الإبلاغ» ("FAIR") دراسة بعنوان "Smearcasting، How Islamophobes Spread Bigotry، Fear and Misinformation." ويستشهد التقرير بالعديد من الحالات التي قام فيها التيار الرئيسي أو الصحفيين والمؤلفين والأكاديميين القريبين من التيار الرئيسي بإجراء تحليلات ترسِّخ الصفات السلبية باعتبارها جزءاً متأصلاً من البنية الأخلاقية للمسلمين. كما أقامت FAIR «المنتدى ضد الإسلاموفوبيا والعنصرية»، والمصمم لرصد التغطية في وسائل الإعلام وإقامة حوار مع المنظمات الإعلامية. في أعقاب هجمات 11 سبتمبر 2001، تم تقديم «أسبوع التوعية حول الإسلام» الذي تنظمه الجمعية الإسلامية لبريطانيا و«مهرجان الأفضل في الإسلام البريطاني» لتحسين العلاقات المجتمعية وزيادة الوعي بالإسلام. في عام 2012، صرحت منظمة التعاون الإسلامي أنها ستطلق قناة تلفزيونية لمواجهة ظاهرة الإسلاموفوبيا.

## شارلي إيبدو

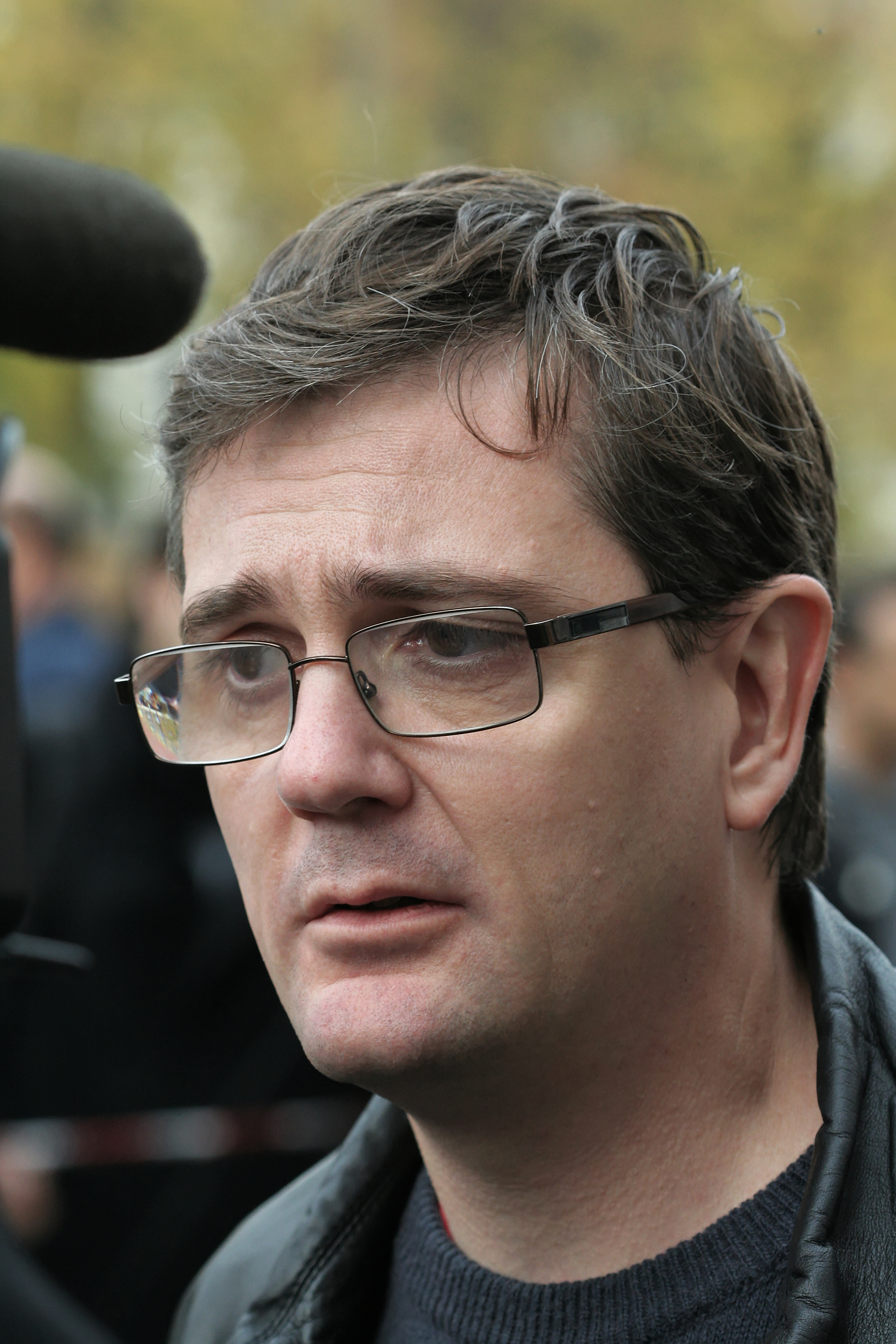
ستيفان "شارب" تشاربونيير ، رئيس تحرير"شارلي إيبدو" في 2 نوفمبر 2011

بعد يومين من استكماله كتابه القصير:(Letter to the Islamophobia Frauds Who Play in the Hands of Racists) عثر على ستيفان تشاربونييه، رئيس تحرير "شارلي إيبدو" مقتولا هو و11 آخرين في 7 يناير / كانون الثاني 2015 بواسطة شريف وسعيد كواشي في هجومهم على المكتب الباريسي للمجلة الساخرة.
خلال فترة عمله كمحرر، استهدفت شارلي إبدو في هجائها الكاثوليكية واليهودية والإسلام الراديكالي بنفس القدر. في كتابه الأخير، يرفض شاربونييه جميع الاتهامات بأنه يدير مجلة «عنصرية» أو «كارهة للإسلام». يجادل بأن «كلمة» الإسلاموفوبيا«هي فخ، وضعه تحالف غير مقدس من المتطرفين المسلمين ووسائل الإعلام الغربية الليبرالية غير الواعية». يقول بأن المشكلة هي العنصرية و«شارلي إبدو لم تكن عنصرية». قال شاربونييه:
نعم، نحن في وسط انفجار السلوك العنصري - ومع ذلك فإن كلمة «العنصرية» لا تُستخدم إلا بشكل خجول، وهي في طريقها إلى أن تحل محلها «الإسلاموفوبيا». كما أن أصحاب حملة التعددية الثقافية، الذين يحاولون فرض فكرة «الإسلاموفوبيا» على السلطات القضائية والسياسية، ليس لديهم سوى هدف واحد وهو: إجبار ضحايا العنصرية على التعريف بأنفسهم كمسلمين.
حقيقة أن العنصريين هم أيضا كارهون للإسلام أخشى أنها ليست ذي صلة. هم، أولا وقبل كل شيء، عنصريون. من خلال مهاجمة الإسلام، فهم يستهدفون الأجانب أو الأشخاص من أصل أجنبي. ولكن من خلال التركيز فقط على الخوف من الإسلام، فإننا نعمل على تقليل خطر العنصرية. يواجه المناضلون المناهضون للعنصرية القديمة خطر أن يصبحوا تجار تجزئة متخصصين في نطاق أقل من أشكال التمييز.
ومع ذلك، لماذا يصر رسامو الكاريكاتير في تشارلي إيبدو، الذين يعرفون أن رسوماتهم سوف تستغلها وسائل الإعلام، من قبل تجار مكافحة معاداة الإسلام، ومن جانب المسلمين اليمينيين المتطرفين والقوميين، على رسم محمد ورموز الإسلام «المقدسة» الأخرى؟ ببساطة لأن رسومات شارلي هبدو لا تتخذ الغالبية العظمى من المسلمين كهدف لهم. نحن نؤمن بأن المسلمين قادرون على التعرف على الهزل.